# Транспорт в США

Сеть автомагистралей в США

Транспорт в США — совокупность транспортных систем для перевозки пассажиров и грузов в Соединенных Штатах Америки. 
В каждый исторический период доминировали различные виды транспорта. В настоящее время основные перевозки осуществляются автомобильным транспортом и авиацией. В нескольких городах имеется метрополитен.

## Общая характеристика

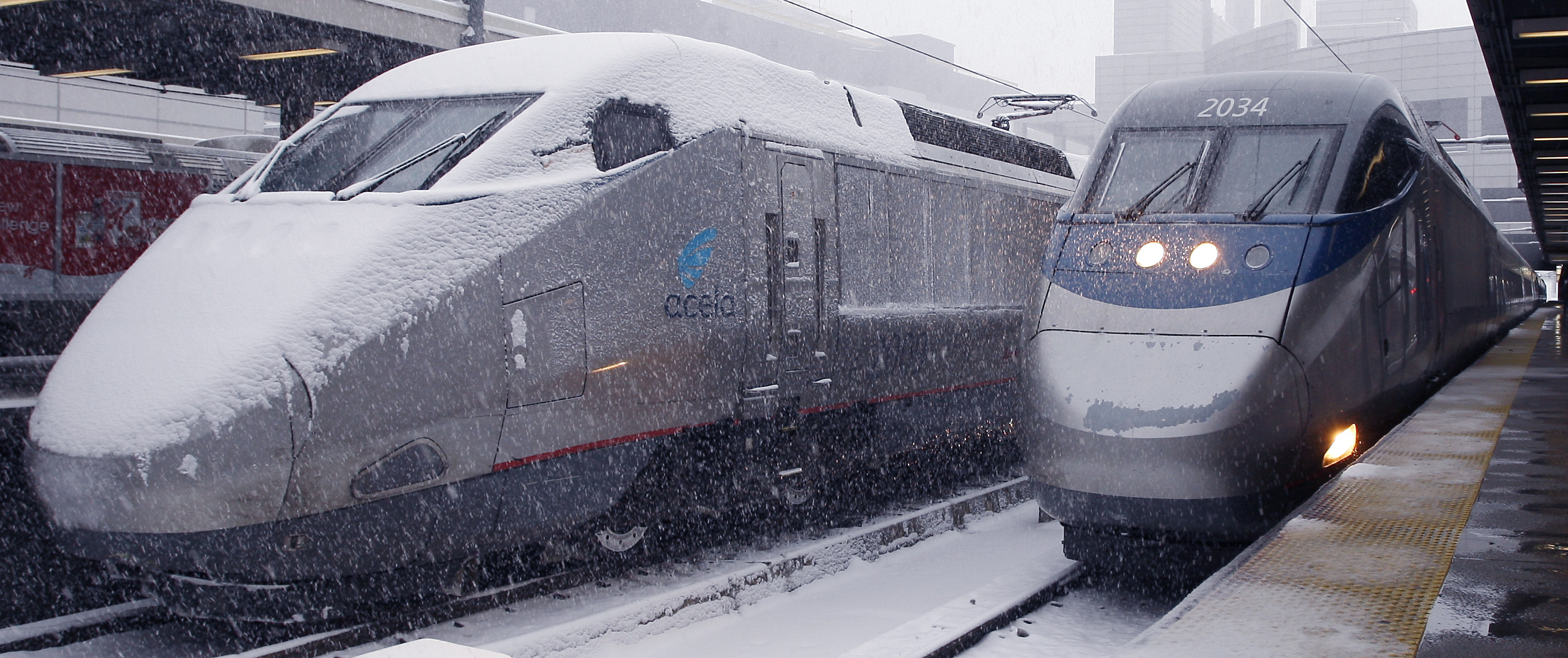
Скоростной поезд Acela Express в Бостоне

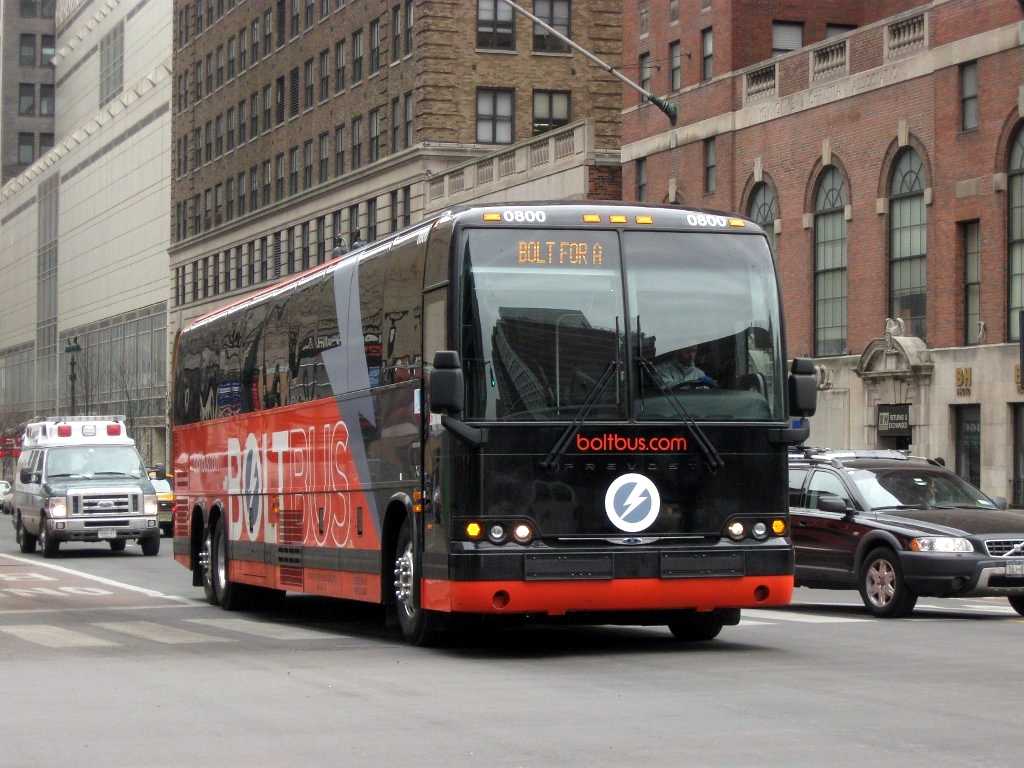
Междугородний автобус в Нью-Йорке

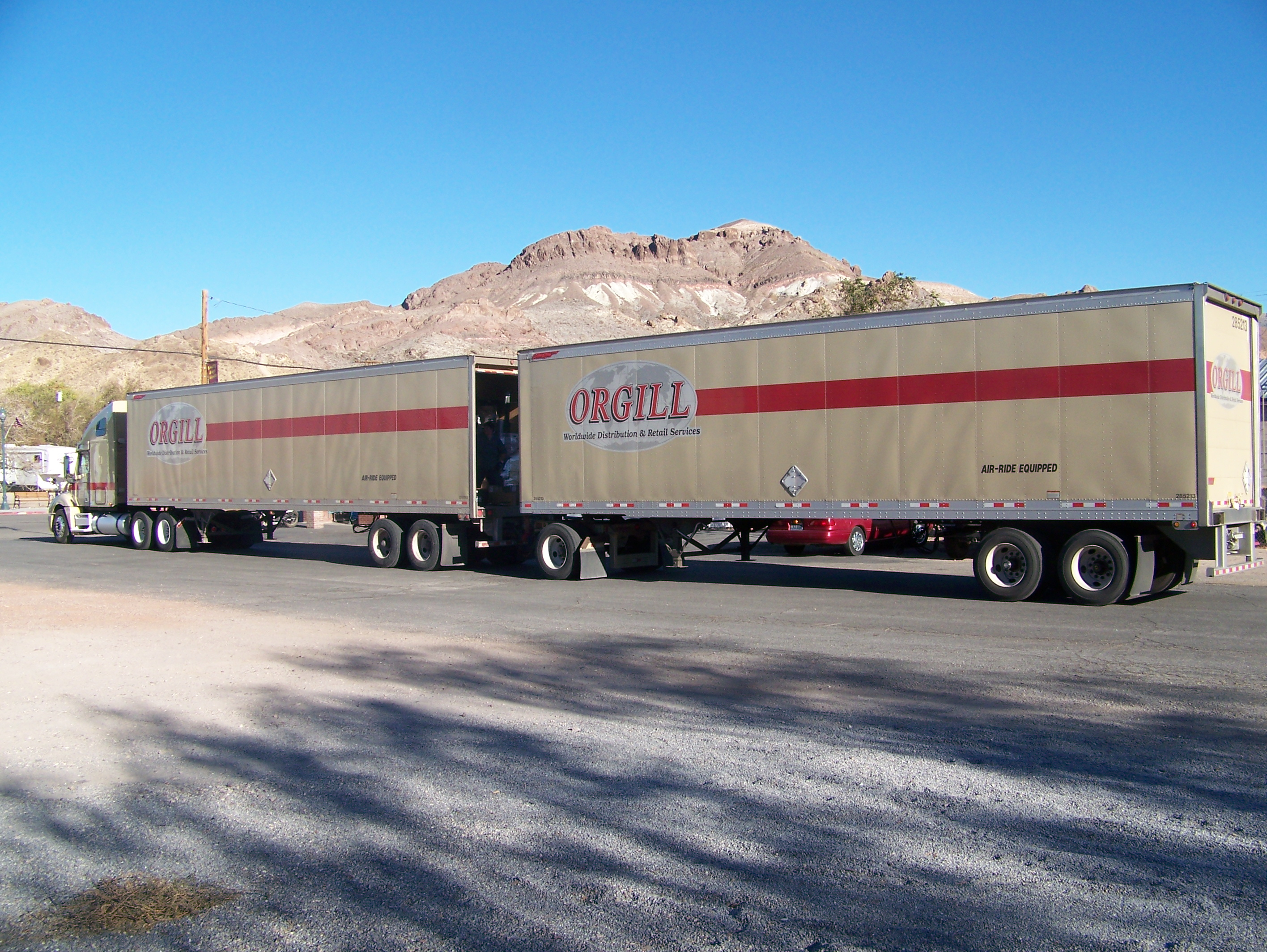
Автопоезд в Неваде

В настоящее время в США существует высокоразвитая и разветвленная транспортная система, включающая такие многообразные виды транспорта, как автомобильный, воздушный, железнодорожный. Однако лишь первые два вида можно назвать основными, так как количество перевозимых ими людей во много раз превышает количество пассажиров железных дорог. Основное средство передвижения населения в большинстве регионов страны — личный автотранспорт. Общественный транспорт, особенно вне крупных городов, развит существенно слабее, чем в Европе, хотя практически в любом городе США имеется та или иная форма общественного транспорта.
Кроме того, в ряде городов существует паромное сообщение через водные преграды. США в отношении наземных транспортных средств — самая автомобилизированная держава в мире. Подавляющая часть американских городов и пригородов создаётся и развивается с расчётом на автомобили и с учётом нужд автодорожного транспорта. 
Практически все города США связаны маршрутами междугородных автобусных линий. Обширной сетью маршрутов по всем США обладает только одна компания — Greyhound Lines.
С развитием автомобилей в Северной Америке популярность железных дорог начала падать, a с постройкой системы межштатных автомагистралей в 50-60-е годы XX века железнодорожный транспорт утратил некогда первостепенные экономические позиции, и если продолжает приносить прибыль, то только в грузовых перевозках. В отличие от европейских государств, вкладывающих деньги в железнодорожный транспорт наравне с другими видами, власти США сделали упор на автомобильный и воздушный транспорт, оставив железную дорогу в стороне. В США автомобилями доставляется всё, кроме сыпучих продуктов на большие расстояния (это делает железная дорога) и нефти и газа (тут используются трубопроводы и танкеры). 
В результате частные железнодорожные компании начали терять прибыль на пассажирских перевозках, что привело к резкому сокращению таковых. Лишь создание Конгрессом США в 1971 году полугосударственной корпорации Amtrak спасло пассажирский железнодорожный транспорт в США от полного исчезновения. Популярность поездов несколько увеличилась во времена резкого повышения цен на бензин в 1970-е годы, и после терактов 11 сентября 2001 года и последовавшего кризиса авиатранспорта. Стихийные явления, такие как ураган «Катрина»  в 2005 году и сильные снегопады в Колорадо  в декабре 2006 года, в очередной раз показали, насколько важную роль может сыграть железнодорожный транспорт в перевозке людей при чрезвычайных ситуациях. Кроме того, перегрузка автотрасс и аэропортов неизменно вызывает задержки. С 2010-х наблюдается также дефицит десятков тысяч профессиональных водителей (прежде всего водителей-дальнобойщиков). Все эти факторы способствуют возрождению у американцев интереса к железной дороге как дополнительному способу передвижения по стране.

## Железнодорожный
Несмотря на значительное сокращение протяжённости железных дорог, начиная с 1916 года, когда общая длина железных дорог составляла рекордные 370 902,81 км, США до сих пор располагают самой протяжённой в мире сетью железных дорог, составляющей 293 564 км.Наиболее крупными железнодорожными компаниями США являются BNSF, Union Pacific, Norfolk Southern и CSX Transportation.

## Автотранспорт
2020-е: идёт ускоренная электрификация транспорта, к 2030 году половина новых легковых и лёгких коммерческих автомобилей должны быть лишены двигателей внутреннего сгорания. .
см. Категория:Автомобильный транспорт США

### Инфраструктура
Сеть автомобильных дорог США является самой протяженной дорожной сетью в мире и составляет на конец 2011 года 6 406 504 км. 

В данную сеть входят дороги как федерального значения (система межштатных автомагистралей, нумерованные автомагистрали), так и дороги штатного и местного значения.

## Авиатранспорт
Соединенные Штаты обладают наибольшим в мире количеством аэропортов и аэродромов с твердыми взлётно-посадочными полосами (ВПП). Общее число таких аэроузлов составляет 5 194.
Также США являются лидером по количеству аэродромов с грунтовыми ВПП. Таких объектов насчитывается 9 885.
Воздушное пространство над США является одним из самых загруженных на планете. Так, согласно «Гардиан» в 2012 году 4 из 10 самых загруженных аэропорта на земле были американскими.

## Водный транспорт

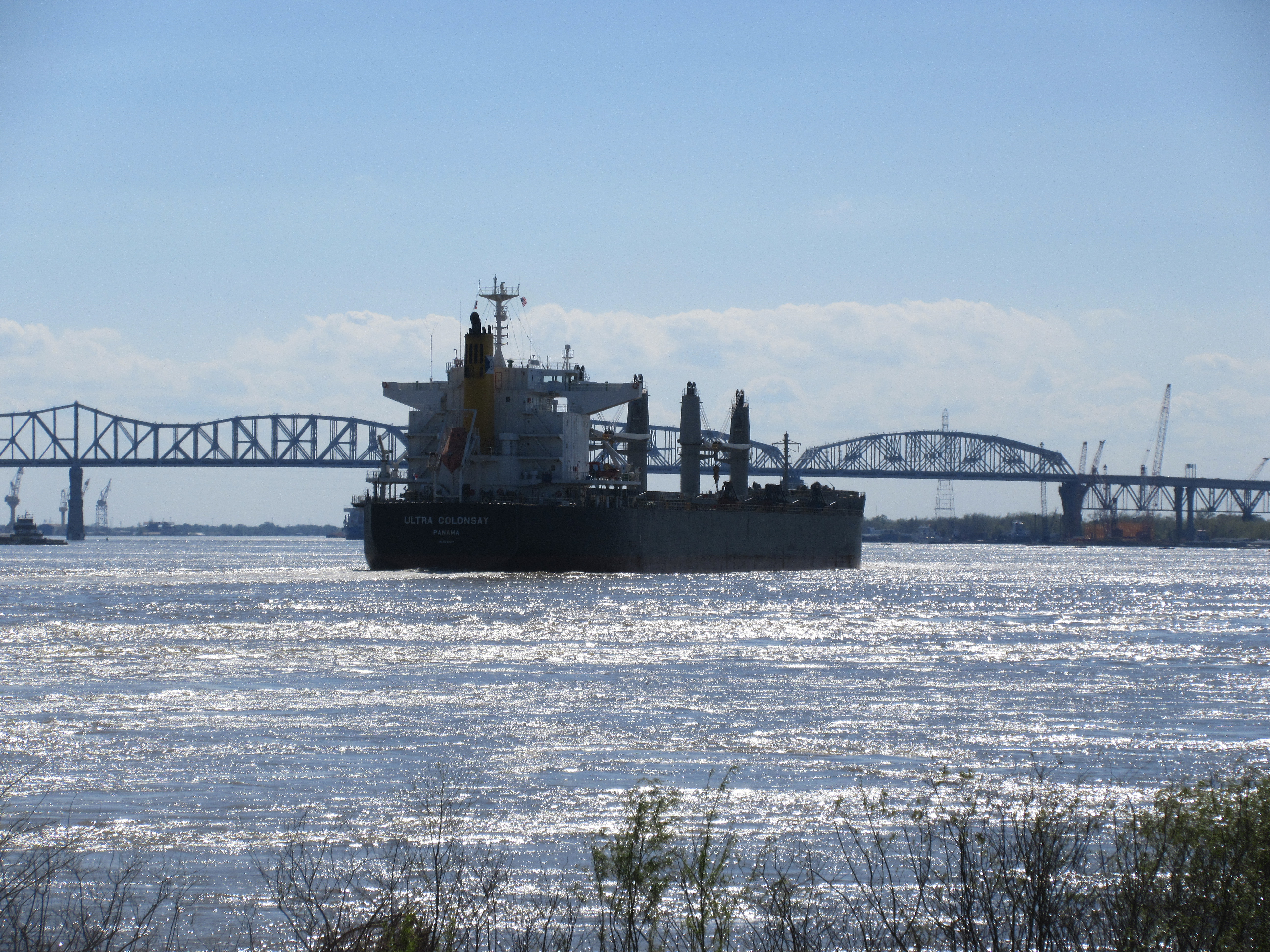
Речное судно на реке Миссисипи в штате Луизиана

Внутреннее водное сообщение (водный транспорт) в США возможно, прежде всего, за счет существования в стране крупной речной сети. Важнейшую роль в перевозках грузов играют река Миссисипи, Великие озёра, река Святого Лаврентия (морской путь Святого Лаврентия). 
Морской транспорт США по объему грузоперевозок занимает первое место в мире. Крупнейшими морскими портами США являются Нью-Йорк, Анкоридж, Бостон, Новый Орлеан, Кенай, Лос-Анджелес, Балтимор, Майами, Норфолк, Пенсакола, Портленд, Хьюстон. Самым крупным является нью-йоркский порт, через него проходит 40% всего товарооборота страны.

## Городской транспорт

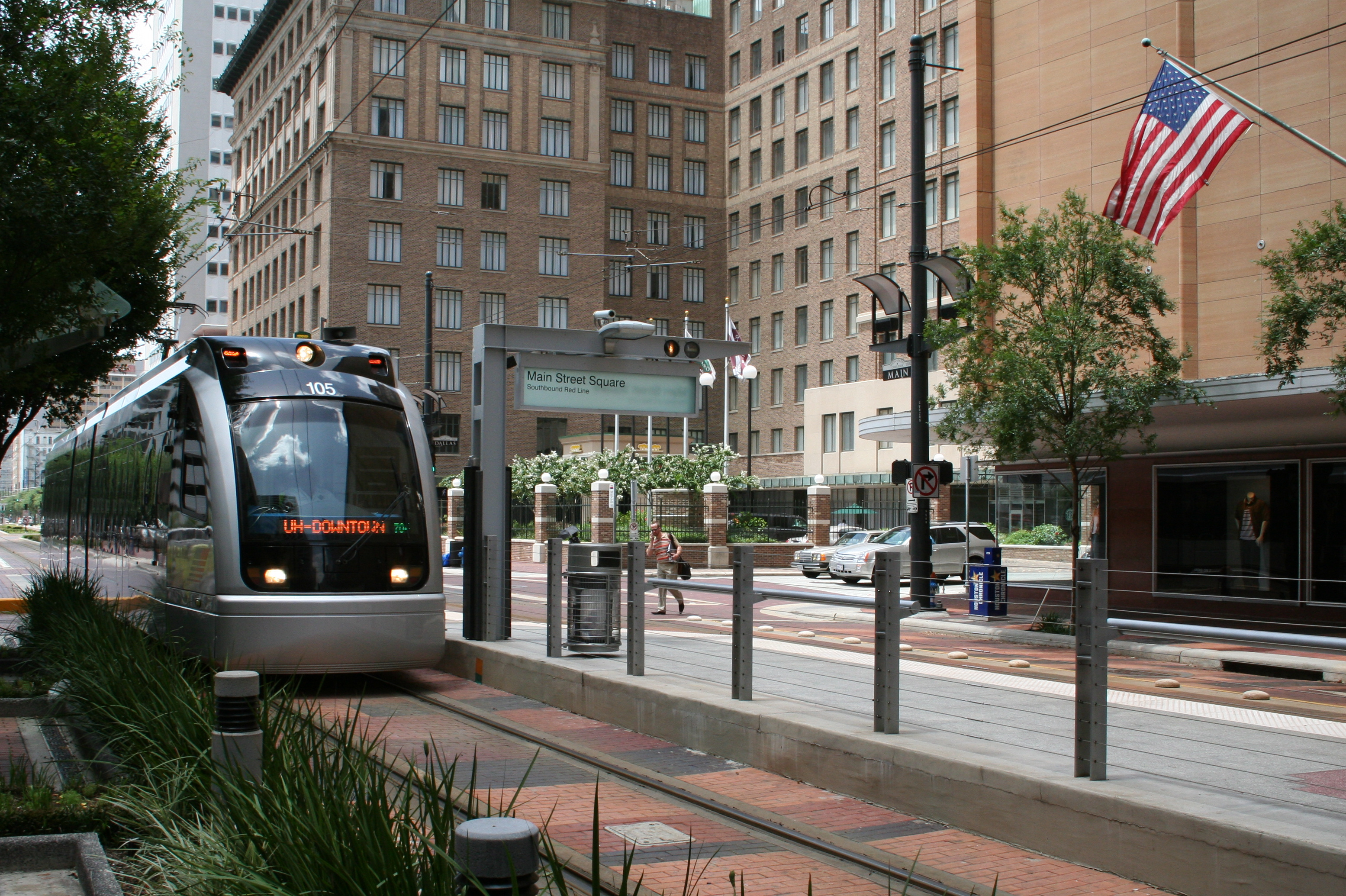
Скоростной трамвай в Хьюстоне компании METROrail, открытый в 2004 году.

В некоторых крупных американских городах существуют особо разветвлённые, несущие ежедневную большую нагрузку системы общественного транспорта, представленные различными его видами. В ряде особо крупных городов имеются метрополитены. Крупнейший и один из старейших метрополитенов — нью-йоркский. Самые молодые метрополитены на территории самих США — вашингтонский и атлантский. Кроме того, совсем недавно открылся метрополитен в Сан-Хуане (Пуэрто-Рико). 

Практически в каждом городе существует автобусное сообщение. 

Троллейбусное сообщение существует лишь в пяти городах США: Бостон, Филадельфия, Сан-Франциско, Сиэтл и Дейтон.
В первой половине XX века в сотнях крупных и средних городов существовало трамвайное и, в меньшей степени, троллейбусное сообщение. Однако в течение 50-х и 60-х годов трамвайные и троллейбусные линии в большинстве городов были ликвидированы и заменены автобусами. Исключения составляют такие города как Сан-Франциско, Филадельфия, Бостон, в которых данные виды транспорта удалось сохранить. В ряде американских городов наблюдается возрождение трамвая, однако новые трамвайные линии существенно отличаются от традиционных. Современные скоростные трамвайные линии называются легкорельсовым транспортом. Последними открылись линии ЛРТ в Сиэтле (South Lake Union Streetcar, 2007 год и Central Link, 2009 год), Финиксе (Metro Light Rail (Phoenix), 2008 год) и в Норфолке (2011 год). На данный момент строительство и проектирование современных трамвайных систем ведётся ещё в более чем 40 городах.
В 2003 году открылась линия «Airtrain», обслуживающая нью-йоркский аэропорт им. Кеннеди. Однако определение трамвая или легкорельсового транспорта к этой линии неприемлемо, по причине того, что она проходит не по улицам, а по обособленным эстакадам. К ней больше подходит определение мини-метро.